# 조코속
조코속(Myospalax)은 소경쥐과에 속하는 설치류 속이다. 3종으로 이루어져 있다. 중앙아시아와 중국에 분포한다.

## 특징
비교적 큰 설치류로 몸길이가 27cm를 넘기도 하며 몸무게는 최대 500g이다.

## 생태
땅 속 생활에 적응하여 귀가 바깥쪽으로 드러나지 않게 진화했으며 다른 두더지쥐와 달리 눈이 멀지 않았고 강한 발톱을 가진 앞발로 굴을 판다.

## 하위 종
3종을 포함하고 있다.
- 시베리아조코 종군
  - 가짜조코 (M. aspalax)
  - 시베리아조코 (M. myospalax)
- 자바이칼조코 종군
  - 자바이칼조코 (M. psilurus)